# Phymatodes volans
Phymatodes volans är en skalbaggsart som beskrevs av William Beutenmüller och Cockerell 1908. Phymatodes volans ingår i släktet Phymatodes och familjen långhorningar. Inga underarter finns listade i Catalogue of Life.